# Рудолф Абел
Рудолф Иванович Абел (на руски: Рудольф Иванович Абель) е името, което възприема при залавянето си и с което остава известен до края на живота си съветският разузнавач Уилям Генрихович Фишер (на руски: Вильям „Вилли“ Генрихович Фишер) (11 юли 1903 – 15 ноември 1971). Той е съветски шпионин в САЩ и от 1947 г. до залавянето му през 1957 г. живее в Ню Йорк под прикритието на художник на име Емил Голдфус. Макар че от КГБ узнават за предателството на член на неговата шпионска мрежа и го предупреждават, той отказва да замине за Москва. Когато е арестуван от агенти на ФБР  Фишер дава името Рудолф Абел, за да даде сигнал в Москва, че няма намерение да сътрудничи на американците. Истинският Рудолф Абел (1900 – 1955) е негов приятел и колега от КГБ, но по това време е вече починал.
Фишер се ражда в семейство на руски имигранти от руски и немски произход в Обединеното кралство. Родителите му са активисти в революционното движение, които пристигат в Англия през 1901 година. Баща му Генрих Фишер е активист на Коминтерна. През 1920 година синът Вили Фишер се премества в Русия и служи в армията, преди да премине на служба като радист в съветското разузнаване в края на 1920-те и началото на 1930-те години. По-късно служи като инструктор, а по време на Втората световна война се включва в разузнавателни операции срещу германците. След войната постъпва в КГБ и е изпратен в САЩ, където под чужда самоличност ръководи съветска шпионска мрежа, базирана в Ню Йорк.
През 1957 г. американският федерален съд в Ню Йорк осъжда Фишер на 30 години затвор по три обвинения в заговор като съветски шпионин. Той излежава само четири години от присъдата, след което през 1962 година е разменен в Берлин за сваления и заловен на 1 май 1960 г. американски пилот на U2 Франсис Пауърс. При завръщането си в Съветския съюз, Рудолф Абел е посрещнат като герой, но без голяма публичност. В последвалите години изнася доклади и лекции за своята мисия, която представя като триумф, по случайност прекратен от едно предателство. Абел до края на живота си служи като пример за майсторство и успех на шпионските операции на КГБ, но според Василий Митрохин реално няма големи успехи в дейността си. Истинският Вили Фишер все повече се разочарова от ситуацията си. Когато един приятел го пита с какво се занимава, отговорът е: „Аз съм музеен експонат“
Умира през 1971 г. на възраст 68 години.